# Hans Haug
Hans Haug (Basilea, 27 de juliol de 1900 - Lausana, 15 de setembre de 1967) va ser un compositor i director suís, principalment d'òperes i música teatral. També va ser conegut com a compositor de la guitarra clàssica.
Haug va estudiar al Conservatori de Basilea amb Egon Petri i Ernst Lévy, així com a la Musikhochschule de Múnic, on va estudiar amb Ferruccio Busoni, Walter Courvoisier i Josef Pembaur. Després de compromisos a curt termini com a director d'orquestra a Grenchen i Solothurn, es va convertir en el segon 'Kapellmeister' a l'orquestra municipal i al teatre de Basilea (1928-1934). Va dirigir l'Orquestra de la Ràdio Suisse Romande(1935-1938) i la Radio Orchestra Beromünster (1938-1943). El 1947 va succeir a Alexandre Denéréaz al Conservatori de Lausana. En els anys següents a la Segona Guerra Mundial, va reprendre una carrera internacional de direcció i també el seu interès compositiu en l'òpera.
El catàleg d'obres de Haug és immens i inclou òperes, oratorios, obres simfòniques, concerts i música cinematogràfica, a més de quartets de corda, diverses obres de cambra, música vocal, composicions per a la guitarra o inclosa. Alguns crítics afirmen, que Haug ha estat, sobretot, compositor per a l'escenari.